# Pierre Winter
 (novembre 2012).
Si vous disposez d'ouvrages ou d'articles de référence ou si vous connaissez des sites web de qualité traitant du thème abordé ici, merci de compléter l'article en donnant les références utiles à sa vérifiabilité et en les liant à la section « Notes et références ».
Pour les articles homonymes, voir Pierre Winter (colonel) et Winter.
Pierre Winter est un médecin, biologiste et hygiéniste français, né le 29 juin 1891 à Asnières-sur-Seine et mort le 29 juin 1952 à Boulogne-Billancourt, membre du parti Le Faisceau.

## Parcours militant et politique
Pierre Winter fut membre du Faisceau de Georges Valois. Après l'éclatement du mouvement en 1928, il est l'un des animateurs avec Philippe Lamour du Parti fasciste révolutionnaire.
Il participe en 1934, aux côtés de membres de l'Ordre nouveau notamment, aux activités du Club de février créé aux lendemains de la manifestation antigouvernementale du 6 février.
Il a écrit des articles dans les revues L'Esprit nouveau, Plans, Prélude (qu'il anime) et L'Homme réel. Ami de Le Corbusier, dont il est le voisin à Paris rue Jacob, il a préfacé l'un des tomes de ses Œuvres complètes (1934-1938). C'est par l'intermédiaire de Pierre Winter que Le Corbusier est mis en contact avec Norbert Bézard, militant avec lequel il va travailler à un projet de Réorganisation rural.
Il fut un adepte des thèses d'Alexis Carrel que celui-ci exposa dans son livre L'Homme, cet inconnu paru en 1935.
Pendant la Seconde Guerre mondiale, Pierre Winter a écrit dans la presse collaborationniste. En 1944, il est Inspecteur Général du Travail du gouvernement de Vichy.

## Publications
- "Sports", L'Esprit nouveau. Revue internationale illustrée de l’activité contemporaine, n° 14, janvier 1922, p. 1675-1677

- "Le corps nouveau", L’Esprit nouveau. Revue internationale illustrée de l’activité contemporaine, n° 15, février 1922, p. 1755-1758

- "Sports", L’Esprit nouveau. Revue internationale illustrée de l’activité contemporaine, n° 16, mai 1922, p. 1951-1952

- "Pour une science de l'homme", L'Homme réel, n° 1, janvier 1934, p. 37-42

- "Les lois de la nature", L'Homme réel, n° 5, mai 1934, p. 88-93

- "Le Corbusier, Biologiste, Sociologue", Œuvre complète 1934-1938, Zurich, Éditions Dr. H. Girsberger, 1938, p. 13-15

- Architecture et urbanisme, avec Le Corbusier, Paul Boulard, Charles Trochu, Paris, Les Publications techniques & librairie Charpentier, 1942